# ラヴX
ラヴX（Lovex）は、フィンランドのロックバンド。前バンドで活動していた一部のメンバーと元メンバーが、彼ら自身の音楽を楽しみ、またそれを表現するため、2001年から2002年にかけて結成された。

## 来歴
2004年、ラヴXはEMIフィンランドと契約し、多数の楽曲を制作し、レコーディングした。2005年8月、ラヴXの初ヒット曲『ブリーディング』が発売された。二枚目のシングル『ガーディアン・エンジェル』は2006年1月に発売され、フィンランドで大ヒットした。続いてラヴXの初アルバム『ディヴァイン・インサニティー』が2006年3月に発売された。ドイツ、スイス、オーストリアでは、シングル『ガーディアン・エンジェル』が2007年1月5日に発売され、アルバムは2007年2月16日に発売された。日本では2007年9月19日に発売された。ラヴXはユーロビジョン・ソング・コンテスト2007に出場し、『ディヴァイン・インサニティー』に収録された楽曲『エニーワン・エニーモア』を演奏し、好評を博した。
2010年1月、ラヴXは、三枚目のアルバム『ウォッチ・アウト!』に収録される予定の『マーブル・ウォールズ』と名づけられたデモ曲を、Myspaceにアップロードした。2010年夏、ラヴXは『ウォッチ・アウト!』のレコーディングを開始した。9月8日、ヴィヴィアンはFacebookを通じて、『ウォッチ・アウト!』の制作が佳境を迎えていること、残すはジャケット写真の制作のみであることを発表した。2011年初頭、ラヴXは『ウォッチ・アウト!』の発売日が5月11日になると発表した。4月5日、ジャケット写真が公表された。4月14日、アルバム収録曲である『スレイヴ・フォー・ザ・グローリー』のミュージック・ビデオが公表された。2011年5月11日、ラヴXの三枚目のアルバムとなる『ウォッチ・アウト!』がいよいよ発売された。同日、アルバムから『U.S.A.』がシングル・カットされた。『U.S.A.』のミュージック・ビデオはアメリカとフィンランドで撮影され、2011年6月7日に公表された。2011年9月、アルバムと同名曲である『ウォッチ・アウト!』がシングル・カットされた。

## 日本での展開
日本では、2011年7月6日に『ウォッチ・アウト!』の日本盤がEMIミュージック・ジャパンから発売された。日本盤にはボーナス・トラックが収録されており、うち一曲『U.S.A.（feat. 雅-MIYAVI-）』には、日本のヴィジュアル系ミュージシャンである雅-MIYAVI-が客演として参加した。ラヴXは、もともと2009年10月25日に幕張メッセで開催されたV-ROCK FESTIVALへの出演を契機に、日本のバンドに興味を持ち始めていた。日本盤を発売するうえで、ラヴXとEMIフィンランドとの間で話し合いが持たれ、日本盤に収録するボーナス・トラックには特別なアーティストに客演を依頼したいとの意見が上がった。そこで、フィンランドにも多くのファンを擁し、同じEMIグループの内国レーベルに所属するアーティスト同士でもある雅-MIYAVI-との協業が実現した。

## メンバー
- テオン・マッキンセーン（Theon McInsane、本名：トルスティ・マキネン (Torsti Mäkinen)、1982年7月26日（42歳）） - ヴォーカル
- ヴィヴィアン・シンアモール（Vivian Sin'Amor、本名：リスト・ソロプロ (Risto Solopuro)、1981年9月8日（43歳）） - ギター
- サミー・ブラック（Sammy Black、本名：サミ・サーレラ (Sami Saarela)、1982年1月1日（43歳）） - ギター
- クリスチャン（Christian、本名：テッポ・トイヴォネン (Teppo Kristian Toivonen)、1983年8月18日（41歳）） - キーボード
- ジュリアン・ドレイン（Julian Drain、本名：ユホ・ヤルヴェンシヴ (Juho Järvensivu)、1988年3月11日（37歳）） - ドラムス
- ジェイソン（Jason、本名：ティモ・カールソン (Timo Karlsson)、1982年5月7日（42歳）） - ベース

全メンバーが変名を名乗っており、本名を使うことはない。

## アルバム
1. ディヴァイン・インサニティー（英語版）（2007年9月19日、TOCP-66707、EMIミュージック・ジャパン）
2. プリテンド・オア・サレンダー（英語版）（2008年5月21日、TOCP-66793、EMIミュージック・ジャパン）
3. ウォッチ・アウト!（英語版）（2011年7月6日、TOCP-71093、EMIミュージック・ジャパン）